# Aki Kaurismäki

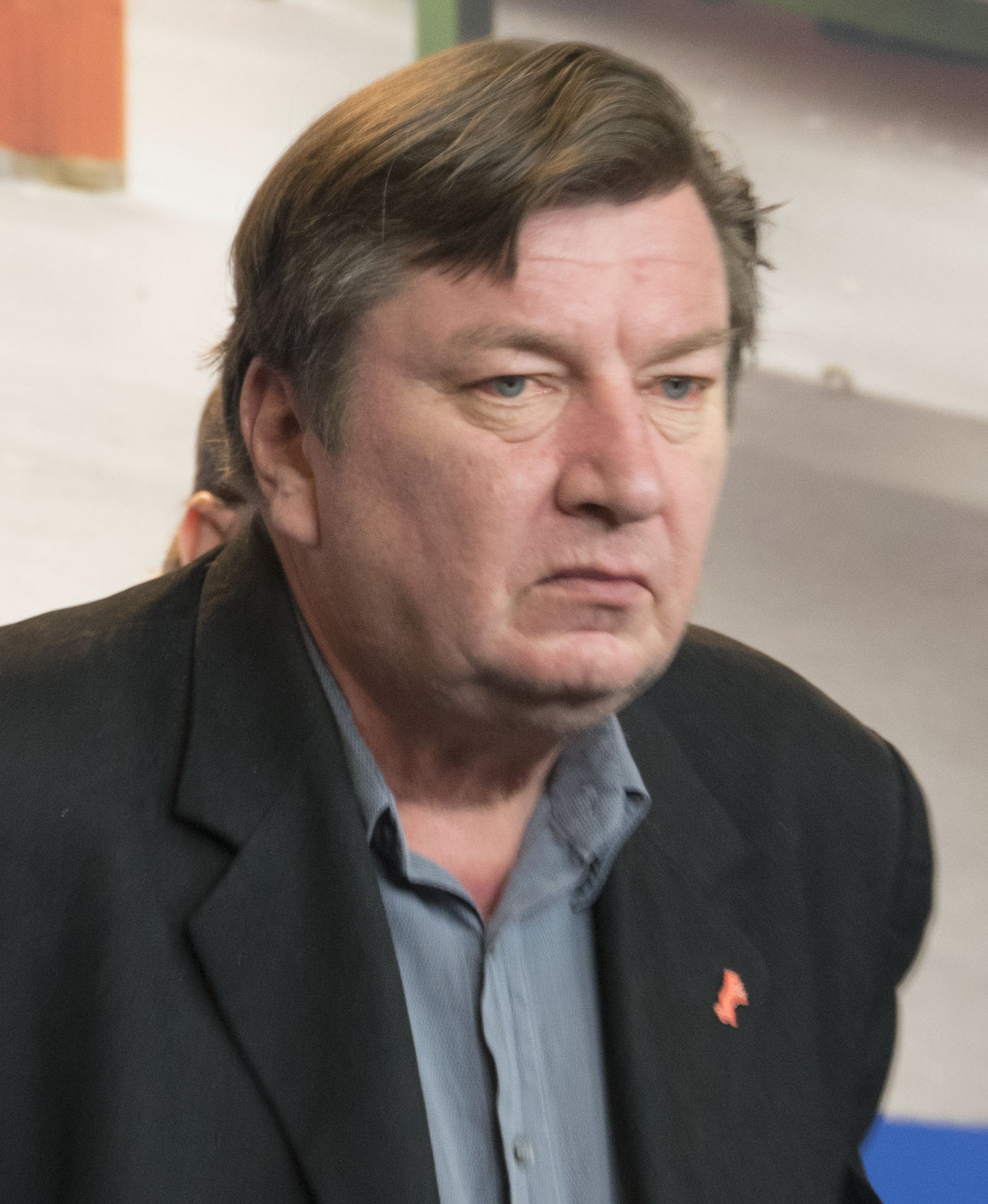
Aki Kaurismäki (2017)

Aki Olavi Kaurismäki [ˈɑki ˈkɑu̯rismæki] ⓘ (* 4. April 1957 in Orimattila) ist ein vielfach preisgekrönter finnischer Filmregisseur.

## Leben und Werk
Aki Kaurismäki studierte an der Universität Tampere Literatur- und Kommunikationswissenschaften. Neben diversen Aushilfsjobs, etwa als Briefträger oder in der Gastronomie, war er Herausgeber eines universitären Filmmagazins. Darüber hinaus schrieb er von 1979 bis 1984 Filmkritiken für das Magazin Filmihullu. Das erste Drehbuch folgte 1980 für den mittellangen Film Der Lügner (Valehtelija), bei dem sein Bruder Mika Regie führte.
Kaurismäkis Filme thematisieren häufig Schicksale von gesellschaftlichen Außenseitern in städtischen Zentren wie Helsinki. Sie sind nicht nur für ihre sparsamen Dialoge, sondern auch für einen skurril-lakonischen Humor bekannt. Kaurismäki arbeitet regelmäßig mit einem festen Stamm befreundeter Schauspieler und Musiker, die seine Filme auch stilistisch geprägt haben: Matti Pellonpää, Kati Outinen, Kari Väänänen und Sakke Järvenpää. Als Reminiszenz an Alfred Hitchcock hat er in seinen Filmen gelegentlich Cameo-Auftritte, was auch Hitchcock zu tun pflegte.
In Deutschland wurden seine Filme zum ersten Mal 1986 auf dem Filmfestival Grenzland-Filmtage in Selb gezeigt. Aki Kaurismäki führte dabei die Filme Der Lügner, Calamari Union und Crime and Punishment persönlich vor. Während des Festivals schrieb er das Drehbuch für seinen Film Schatten im Paradies, den er 1988 erneut persönlich bei den Grenzland-Filmtagen in Selb präsentierte. Dieser Film brachte ihm den internationalen Durchbruch. Ein Großteil der Filmmusik kam von der Band Nardis aus Erlangen, die Kaurismäki 1986 auf den Grenzland-Filmtagen kennengelernt hatte.
Dem breiten deutschen Publikum bekannt wurde der finnische Regisseur durch seine Teilnahme an der Berlinale 1988. Im Jahre 2006 wurde sein Film Lichter der Vorstadt als offizieller finnischer Beitrag für eine Oscar-Nominierung gewählt, Kaurismäki lehnte die Entsendung jedoch ab (siehe auch Politische Stellungnahmen und Proteste).
Zusammen mit seinem Bruder Mika Kaurismäki gründete er das Midnight Sun Film Festival im lappischen Sodankylä sowie die Verleihfirma Villealfa. Der Name geht zurück auf die Figur Ville Alfa, den Protagonisten im Film Der Lügner. Gleichzeitig handelt es sich um ein Anagramm von Alphaville, einem Film von Jean-Luc Godard.
1989 emigrierte Kaurismäki mit seiner Frau nach Portugal, weil „es in ganz Helsinki keinen Platz mehr gebe, wo er seine Kamera noch postieren könne“.
Rainer Gansera, der für die Zeitschrift epd Film mit dem „Chef-Melancholiker des europäischen Autorenkinos“ 2006 in Hof gesprochen hat, zeigte sich auch von seinem Auftreten persönlich beeindruckt und beschrieb atmosphärisch:

„Gut gekühlter Weißwein, Zigaretten, eine nach der anderen, leise Stimme, fast flüsternd, als wolle er – wie ein Hypnotiseur – sein Gegenüber ganz und gar auf die beschwörende Stimme konzentrieren. Keinerlei expressive Gesten. [Seine Filme] sind schlingernde Stimmungsreisen: durch Hochs und Tiefs, durch Abgründe (erst allmählich bemerkt man, dass es vor allem die Abgründe des Selbstzweifels sind) und Erleuchtungen, grundiert von einem scharfkantigen, trockenen Humor.“

Als persönliche Leitbilder will Kaurismäki Bresson, Ozu und Godard gesehen haben, der Ausbildung an den Filmhochschulen seines Landes dagegen habe er nicht viel Positives abgewinnen können.
Bei Pandora sind Ende 2006 als „Aki Kaurismäki DVD-Collection“ 14 Spielfilme und fünf Kurzfilme (mit digital restaurierten Bildern) in vier Boxen erschienen.
2011 stellte Kaurismäki nach fünf Jahren mit Le Havre einen Spielfilm fertig, der ihm wieder einmal eine Einladung in den Wettbewerb der Filmfestspiele von Cannes einbrachte. Der in Frankreich gedrehte Film handelt von einem Schuhputzer aus der gleichnamigen Hafenstadt, der sich eines illegalen Flüchtlingskindes aus Afrika annimmt. Le Havre gewann in Cannes den FIPRESCI-Preis.
Für den Spielfilm Die andere Seite der Hoffnung erhielt Kaurismäki 2017 eine Einladung in den Wettbewerb der 67. Internationalen Filmfestspiele Berlin. Der Film spielt in Helsinki und erzählt von der Begegnung eines älteren finnischen Handelsvertreters (dargestellt von Sakari Kuosmanen) mit einem jungen syrischen Flüchtling (Sherwan Haji). Der Film kam am 3. Februar 2017 in die finnischen Kinos.
Im Jahr 2023 erhielt er für seinen Spielfilm Fallende Blätter erneut eine Einladung in den Wettbewerb um die Goldene Palme des Filmfestivals von Cannes. Das Werk erhielt dort den Preis der Jury zuerkannt.
Kaurismäki lebt zeitweise in Portugal und in der finnischen Stadt Karkkila, wo er auch ein Kino initiierte.

## Filmografie

### Regisseur
- 1981: The Saimaa Gesture (Saimaa-ilmiö) – Dokumentarfilm mit seinem Bruder Mika
- 1983: Crime and Punishment (Rikos ja rangaistus)
- 1984: Der Clan – Geschichte der Frösche (Klaani – tarina Sammakoitten suvusta) – Co-Autor seines Bruders Mika
- 1985: Calamari Union
- 1986: Rocky VI – Kurzfilm
- 1986: Schatten im Paradies (Varjoja paratiisissa)
- 1987: Hamlet goes Business (Hamlet liikemaailmassa)
- 1987: Thru The Wire – Kurzfilm
- 1987: Rich Little Bitch – Kurzfilm
- 1988: Ariel
- 1989: Likaiset kädet – Produktion für das finnische Fernsehen[10]
- 1989: Leningrad Cowboys Go America
- 1990: Das Mädchen aus der Streichholzfabrik (Tulitikkutehtaan tyttö)
- 1990: Vertrag mit meinem Killer (I Hired a Contract Killer)
- 1991: Those Were The Days – Kurzfilm
- 1992: Das Leben der Bohème (Boheemielämää / La vie de Bohème)
- 1992: These Boots – Kurzfilm
- 1993: Tatjana – Take Care Of Your Scarf (Pidä huivista kiini, Tatjana)
- 1993: Total Balalaika Show
- 1994: Leningrad Cowboys Meet Moses
- 1996: Wolken ziehen vorüber (Kauas pilvet karkaavat)
- 1999: Juha
- 2002: Der Mann ohne Vergangenheit (Mies Vailla Menneisyyttä)
- 2002: Dogs Have No Hell – Kurzfilmbeitrag in Ten Minutes Older: The Trumpet
- 2006: Lichter der Vorstadt (Laitakaupungin valot)
- 2011: Le Havre
- 2012: Juice Leskinen & Grand Slam: Bluesia Pieksämäen asemalla – Kurzfilm
- 2012: Tavern Man – Beitrag in Historic Centre
- 2017: Die andere Seite der Hoffnung (Toivon tuolla puolen)
- 2023: Fallende Blätter (Kuolleet lehdet)

### Schauspieler
- 1980: Der Lügner (Valehtelija) – auch Drehbuchautor (Film seines Bruders Mika)
- 1982: The Worthless (Arvottomat) – auch Drehbuchautor und Regieassistent (Film seines Bruders Mika)
- 2004: Aaltra
- 2012: Estrada de Palha
- 2013: Mittsommernachtstango
- 2015: Vandaleyne (Cameo)

## Auszeichnungen
| Jahr | Festival – Preis | Film                                  |
| ---- | --- | ------------------------------------- |
| 1984 | Jussi – Bester Erstlingsfilm, Bestes Drehbuch (geteilt mit Pauli Pentti) | Crime and Punishment                  |
| 1989 | Internationales Filmfestival Moskau – FIPRESCI-Preis, Nominierung Goldener St. George | Ariel                                 |
| 1990 | Internationale Filmfestspiele Berlin – Interfilm Award/Otto Dibelius Film Award im Internationalen Forum des jungen Films; OCIC Award, lobende Erwähnung im „Internationalen Forum des jungen Films“ | Das Mädchen aus der Streichholzfabrik |
| 1991 | Jussi – beste Regie | Das Mädchen aus der Streichholzfabrik |
| 1992 | Internationale Filmfestspiele Berlin – FIPRESCI-Preis im „Internationalen Forum des jungen Films“ | Das Leben der Bohème                  |
| 1993 | Jussi – Beste Regie | Das Leben der Bohème                  |
| 1996 | Internationale Filmfestspiele von Cannes – Preis der Ökumenischen Jury Spezielle Erwähnung, Nominierung für die Goldene Palme                                                                        | Wolken ziehen vorüber                 |
| 1996 | Internationales Filmfestival São Paulo – Publikumspreis, Bester Film | Wolken ziehen vorüber                 |
| 1997 | Internationales Filmfestival Tromsø – Import Award | Wolken ziehen vorüber                 |
| 1997 | Jussi – Beste Regie, Bestes Drehbuch | Wolken ziehen vorüber                 |
| 1999 | Internationales norwegisches Filmfestival – Nominierung für Amanda, Bester nordischer Spielfilm (Nordisk Amanda)                                                                                     | Juha                                  |
| 1999 | Internationale Filmfestspiele Berlin – Preis der C.I.C.A.E., lobende Erwähnung im „Internationalen Forum des jungen Films“                                                                           | Juha                                  |
| 1999 | Internationales Filmfestival Valladolid – Nominierung für die Goldene Ähre | Juha                                  |
| 2000 | Jussi – Nominierung für die beste Regie | Juha                                  |
| 2002 | Europäischer Filmpreis – Nominierungen für den Publikumspreis und in den Kategorien Bester Regisseur, Bester Film, Bester Drehbuchautor                                                              | Der Mann ohne Vergangenheit           |
| 2002 | Internationales Filmfestival San Sebastián – FIPRESCI-Film des Jahres | Der Mann ohne Vergangenheit           |
| 2002 | Filmfest Hamburg – Douglas-Sirk-Preis | Verdienste um Filmkultur              |
| 2002 | Internationale Filmfestspiele von Cannes – Großer Preis der Jury, Preis der Ökumenischen Jury; Nominierung für die Goldene Palme                                                                     | Der Mann ohne Vergangenheit           |
| 2002 | Internationales Filmfestival Flandern – Goldene Spur | Der Mann ohne Vergangenheit           |
| 2002 | Nordische Filmtage Lübeck – Publikumspreis der Lübecker Nachrichten | Der Mann ohne Vergangenheit           |
| 2002 | Nordischer Rat – Filmpreis des Nordischen Rates | Der Mann ohne Vergangenheit           |
| 2002 | Oscar – Nominierung für den besten fremdsprachigen Film | Der Mann ohne Vergangenheit           |
| 2003 | Bodil – Nominierung für den besten nicht-amerikanischen Film | Der Mann ohne Vergangenheit           |
| 2003 | César – Nominierung für den besten EU-Film | Der Mann ohne Vergangenheit           |
| 2003 | Internationales Filmfestival Bangkok – Golden Kinnaree Award, Bestes Drehbuch, Nominierung für den Golden Kinnaree Award, Bester Film                                                                | Der Mann ohne Vergangenheit           |
| 2003 | Internationales Filmfestival Palm Springs – FIPRESCI-Preis | Der Mann ohne Vergangenheit           |
| 2003 | Jussi – Beste Regie, Bestes Drehbuch | Der Mann ohne Vergangenheit           |
| 2003 | Robert Festival – Bester nicht-amerikanischer Film | Der Mann ohne Vergangenheit           |
| 2003 | Sindacato Nazionale Giornalisti Cinematografici Italiani – Nominierung für den Nastro d’Argento, Bester Regisseur ausländischer Film                                                                 | Der Mann ohne Vergangenheit           |
| 2004 | Camerimage – Spezialpreis, Bestes Duo Regisseur/Kameramann (geteilt mit Timo Salminen) |                                       |
| 2004 | Chlotrudis Award – Nominierung für das beste Originaldrehbuch | Der Mann ohne Vergangenheit           |
| 2004 | Preis der argentinischen Filmkritikervereinigung – Nominierung für den Silberner Kondor, Bester ausländischer Film                                                                                   | Der Mann ohne Vergangenheit           |
| 2005 | Kunstpreis Berlin – Film- und Medienkunst |                                       |
| 2006 | Internationale Filmfestspiele von Cannes – Nominierung für die Goldene Palme | Lichter der Vorstadt                  |
| 2006 | Internationales Filmfestival von Locarno – Ehrenleopard | Lebenswerk                            |
| 2007 | Jussi – Bester Film, Beste Regie | Lichter der Vorstadt                  |
| 2011 | FIPRESCI-Preis | Le Havre                              |
| 2011 | Filmfest München – Arri-Preis | Le Havre                              |
| 2011 | Chicago International Film Festival – Goldener Hugo | Le Havre                              |
| 2011 | Louis-Delluc-Preis | Le Havre                              |
| 2012 | Jussi – Bester Film, Beste Regie, Bestes Drehbuch | Le Havre                              |
| 2012 | Murnau Filmpreis der Sozietät Streitbörger | Lebenswerk                            |
| 2017 | Silberner Bär/Beste Regie | Die andere Seite der Hoffnung         |
| 2017 | Friedenspreis des Deutschen Films – Hauptpreis international | Die andere Seite der Hoffnung         |
| 2022 | Bremer Filmpreis | Lebenswerk                            |

## DVD
- Aki Kaurismäki Collection. Pandora Film, 2014, 10 DVDs mit insgesamt 21 Filmen aus den Jahren 1983–2011.

## Politische Stellungnahmen und Proteste
Neben den politischen Botschaften, die mehr oder wenig deutlich in seinen Filmen enthalten sind, hat sich Kaurismäki auch wiederholt demonstrativ bis provokativ kritisch zum offiziellen Kulturleben, den damit verbundenen Auszeichnungen und zur jeweils aktuellen Politik geäußert.
Im Jahr 1984 äußerte er sich in der finnischen Illustrierten Seura: „An dem Tag, an dem ich eine Einladung zum jährlichen Ball des Präsidenten anlässlich der finnischen Selbstständigkeit erhalte, begehe ich unverzüglich Selbstmord.“ Der genannte Ball gilt als der absolute Höhepunkt des gesellschaftlichen und politischen Lebens in Finnland mit Rekordpublikum bei der Fernsehübertragung und zahlreichen Sonderseiten in der Tagespresse. Kaurismäki selbst erklärte die Äußerung als einen Vertrag mit der Gesellschaft, dass es nie zu einer solchen Ehrung kommen würde.
Im Jahr 2001 lehnte er die Ehrendoktorwürde der Kunsthochschule Helsinki ab, da diese auch an die landesweit bekannte Modeunternehmerin Kirsti Paakkanen verliehen wurde. Dies begründete er mit Unterstützung der Pelztierzucht durch Paakkanens Unternehmen Marimekko.
Für großes Aufsehen sorgte Kaurismäki im Herbst 2006, als er sich weigerte, seinen Film Lichter der Vorstadt als offiziellen finnischen Beitrag für eine Oscar-Nominierung in der Kategorie Bester fremdsprachiger Film zuzulassen, obwohl das Drama von der finnischen Filmkammer einstimmig ausgewählt worden war. Kaurismäki begründete seine Ablehnung mit seiner seit Jahren vertretenen kritischen Haltung gegen den Irak-Krieg der USA.
Im Jahr 2019 gab er seinen staatlichen Ehrentitel „Akademiker der Künste“ (taiteen akateemikko) zurück. Als Begründung führte er die aktuelle finnische Regierungspolitik an, die eine Steigerung der Abholzung der Wälder zulasse und ausländische Bergbaukonzerne fördere, um die Sanierung der zerstörten Umwelt dann durch den Steuerzahler bezahlen zu lassen. Dass er den Titel im Jahre 2008 überhaupt angenommen hatte, ist als Abweichung zu seiner früheren regierungs- und gesellschaftskritischen Haltung zu sehen. Offensichtlich wurde dies dadurch erleichtert, dass die Verleihung durch die politisch links eingeordnete Präsidentin Tarja Halonen erfolgt war.